# جیمنا بارون
جیمنا بارون (به اسپانیایی: Jimena Barón) (زاده ۲۴ می ۱۹۸۷) خواننده ، بازیگر آرژانتینی است.
از فیلم‌هایی که وی در آن‌ها نقش داشته است، می‌توان به فانوس دریایی اشاره نمود.